# Le Rôle de sa vie (film)
Pour les articles homonymes, voir Le Rôle de sa vie.
Pour plus de détails, voir Fiche technique et Distribution.
Le Rôle de sa vie est un film français réalisé par François Favrat, dont c'est le premier long métrage, sorti en 2004.

## Synopsis
L'admiration pour des êtres charismatiques et la dépendance qui en découle. Claire, célibataire effacée à l'existence tristounette, est pigiste pour un magazine de mode. Un jour, dans les locaux du journal, elle rencontre son actrice favorite, Elizabeth Becker, qu'elle raccompagne en voiture à la demande de son rédacteur en chef. Mais la comédienne se montre particulièrement désagréable au cours du trajet. Elles se revoient quelques jours plus tard. Elizabeth s'excuse de son comportement et réclame d'être interviewée par Claire. Une curieuse relation s'établit alors entre les deux femmes, la journaliste devenant peu à peu l'assistante à tout faire de la star. En parallèle, Claire en pince pour un paysagiste, Mathias, embauché par Elizabeth pour aménager sa terrasse...

## Fiche technique
- Titre : Le Rôle de sa vie
- Réalisation : François Favrat
- Scénario : Jérôme Beaujour, Roger Bohbot, François Favrat et Julie Lopes-Curval
- Production : François Kraus et Denis Pineau-Valencienne (Les Films du Kiosque)
- Photographie : Pascal Marti
- Musique : Philippe Rombi
- Son : Olivier Mauvezin, Raphaël Sohier, Thomas Desjonquères et Stéphane Thiébaut
- Décors : Olivier Jacquet
- Montage : Luc Barnier et Vincent Levy
- Costumière : Edith Bréhat
- Directrice du casting : Nathaniele Esther
- Chef décorateur : Olivier Jacquet
- Pays de production :  France
- Langue originale : français
- Durée : 102 minutes
- Genre : Drame
- Dates de sortie :
  - France : 16 juin 2004
  - Belgique : 23 juin 2004

## Distribution
- Agnès Jaoui : Elisabeth Becker
- Karin Viard : Claire Rocher
- Jonathan Zaccaï : Mathias Curval
- Marcial Di Fonzo Bo : Luis
- Claude Crétient : Laurent Bompard
- Annie Mercier : Nicole Becker
- Laurent Lafitte : Arnaud
- Denis Sebbah : Franck
- Francis Huster : un comédien à la soirée
- Antonia Cornin-Navarro : Maria, la femme de ménage
- Pascal Decolland : le directeur du magazine
- Valérie Benguigui : Viviane

## Distinctions

### Récompenses
- Festival des films du monde de Montréal 2004 : Prix du meilleur scénario et Prix d'interprétation féminine pour Karin Viard
- Festival du film français de Stockholm 2005 : Prix TV5 du Public

### Nominations et sélections
- Festival des films du monde de Montréal 2004 : sélection officielle, en compétition pour le Grand Prix des Amériques
- César du cinéma 2005 : César de la meilleure actrice pour Karin Viard